# Gottfried Ludwig Mencke der Jüngere

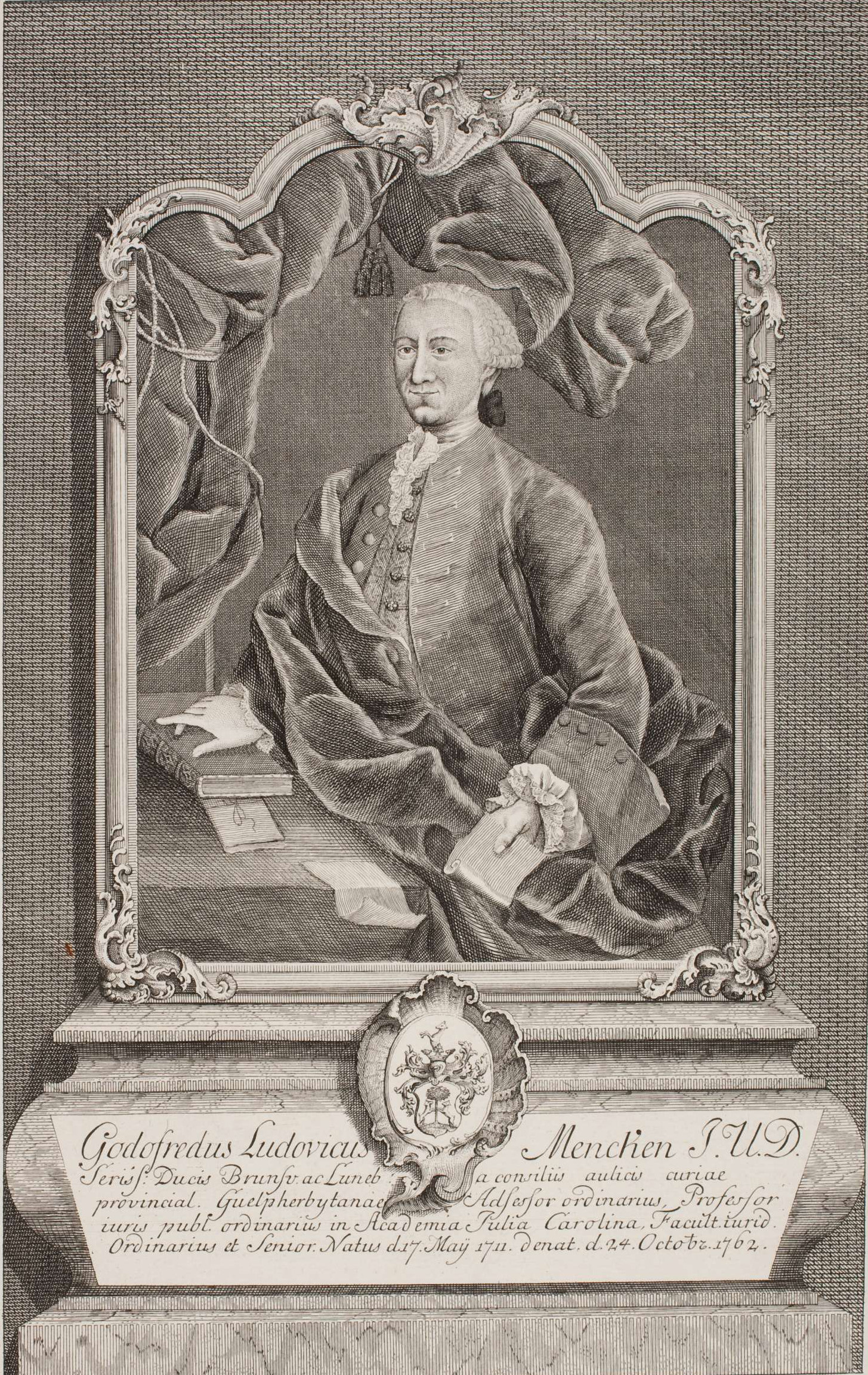
Gottfried Ludwig Mencke

Gottfried Ludwig Mencke der Jüngere (* 17. Mai 1712 in Leipzig; † 24. Oktober 1762 in Helmstedt) war ein deutscher Rechtswissenschaftler, Oberhofgerichtsadvokat sowie Herzoglich-Braunschweigischer Hofrat.

## Leben
Geboren als Sohn des Gottfried Ludwig Mencke der Ältere und der Christiane Marie Zoller, wurde er zuerst von Privatlehrern ausgebildet. Nachdem man ihn bereits am 13. Juni 1721 an der Universität Wittenberg immatrikuliert hatte, studierte er dort unter seinem Vater und hielt 1734 juristische Vorlesungen. Am 13. Juli 1737 promovierte er unter seinem Vater zum Doktor der Rechte, war seit 1740 Advokat am sächsischen Oberhofgericht und am Leipziger geistlichen Konsistorium.
Ab 1744 hielt er juristische Vorlesungen an der Universität Leipzig und wurde 1748 außerordentlicher Professor. 1749 erhielt er vom Herzog Karl von Braunschweig einen Ruf als ordentlicher Professor der Rechte, Hofrat und Beisitzer an der juristischen Fakultät der Universität Helmstedt. 1755 wurde er ordentlicher Beisitzer des Hofgerichts in Wolfenbüttel und Ordinarius der juristischen Fakultät der Helmstedter Akademie.
Über seinen Sohn Anastasius Ludwig Mencken, den. preußischen Kabinettsratchef, ist er Urgroßvater des Deutschen Reichskanzlers Fürst Otto von Bismarck.

## Werkauswahl
- Diss. inaug. de poena privationis in feudi in vasallum, dolo vel negligentia investiturae renovationem non patentem, legibus statuta. Wittenberg 1737
- Progr. Expositionem Leg, VI. Cod. de inoff. testam sistens. Leipzig 1737
- Diss, de iure sepulcrorum familiarum atque hereditariorum, eorumque illicita, non omnibus consentientibus, divisione, aliave alienatione. Leipzig 1739
- Diss. de indole caussarum minimarum. Leipzig 1739
- Diss. de caussa ob praestitum iuramentum iudiciale deciso, probato periurio, redintegranda. Leipzig 1740
- Diss. de statutis civitatum provincialium in successione ab intestato ad bona etiam alibi sita, secundum ius civile extendendis. Leipzig 1741
- Diss. de processu caussarum minimarum. Leipzig 1743
- Diss. de qualitate poffesionis in processu possessorio summariissimo. Leipzig 1744
- Diss. Nullum excessum usurarum in pacto antichretico esse tolerandum. Leipzig 1747
- Diss. de iure accrescendi, vendita hereditate, ad emtorem pertinente. Leipzig 1747
- Diss. de actione Pauliana. Leipzig 1747
- Diss. de praesumtionibus iuris et de iure contrarii probationem admittentibus. Leipzig 1747
- Progr. inaug. Commentationem Legis XVIII Cod. de testibus iuncta Novella XC. Cap. 2 exhibens. Leipzig 1748
- Diss de vera indole litterarum obligationis et exceptionis non numeratae pecuniae. Leipzig 1749
- Progr. inaug. in quo, merum imperium iurisdictionem criminalem non esse, demonstratur. Helmstedt 1749
- Diss. de iure expellendi colonum ob supervenientem necessitatem. Helmstedt 1751
- Diss. de facto rum indole in tacitis renunciationibus. Helmstedt 1751
- Diss. de donatione mortis caussa valida, licet expresse in casum mortis non disseratur. Helmstedt 1751
- Diss. de donationibus inter virum et uxorem non ipso iure nullis. Helmstedt 1752
- Diss. de testamento parentum inter liberos privilegiato iure civili sine icriptura invalido. Ad Novell. CVII Cap. 1. Helmstedt 1756
- Progr. de probations per duos testes in casu L. ult. Cod. de fideicommiss. non admittenda. Helmstedt 1756
- Diss. Levem culpam a negotiorum gestore ordinario praestari. Helmstedt 1760
- Diss de mandato consilli, ad statutum iuris Lubecensis Libr. III. Tit. X. artic. unic. Helmstedt 1762